# '38
Pour plus de détails, voir Fiche technique et Distribution.
'38 est un film autrichien réalisé par Wolfgang Glück, sorti en 1986. 
Le film fut nommé en 1987 à l'Oscar du meilleur film en langue étrangère, lors de la 59e cérémonie des Oscars.

## Synopsis
Carola Hell, jeune actrice, partage sa vie à Vienne avec Martin Hofmann, écrivain juif. Ils souhaitent se concentrer sur leur travail sans se mêler de politique, malgré l'approche de l'Anschluss et la montée de l'antisémitisme.

## Fiche technique
- Titre : '38
- Réalisation : Wolfgang Glück
- Scénario : Wolfgang Glück et Lida Winiewicz d'après le roman Auch das war Wien de Friedrich Torberg
- Production : Christine Gouze-Rénal, Herbert Reutterer et Michael von Wolkenstein
- Musique : Bert Grund
- Photo : Gérard Vandenberg
- Pays d'origine : Autriche, Allemagne de l'Ouest
- Genre : drame
- Durée : 97 minutes
- Date de sortie :  1986

## Distribution
- Tobias Engel : Martin
- Sunnyi Melles : Carola
- Heinz Trixner : Toni
- Romuald Pekny : Sovary
- Ingrid Burkhard : Frau Schostal
- Josef Fröhlich : Kemetter